# Койчевина
Койчевина (серб. Којчевина / Kojčevina) — село в общине Власеница Республики Сербской Боснии и Герцеговины. Население составляет 87 человек по переписи 2013 года.